# La Reine de Chypre

La Reine de Chypre est un grand opéra de 1841 que Fromental Halévy composa sur un livret de Jules-Henri Vernoy de Saint-Georges.

## Contexte
La Reine de Chypre, dont la première eut lieu à la Salle Le Peletier de l'Académie Royale de Musique le 22 décembre 1841 et mit en vedette Rosine Stoltz dans le rôle-titre et Gilbert Duprez dans le rôle de Gérard, fut considérée à l'époque comme l'une des plus belles réussites du compositeur. Joseph Mazilier en était le chorégraphe, et le ballet mettait en vedette les danseuses Adéle Dumilâtre, Natalie Fitzjames et Pauline Leroux et les danseurs Marius Petipa et Auguste Mabile. L'éditeur Maurice Schlesinger passait pour avoir versé la somme énorme de 30 000 francs pour acquérir les droits sur l'opéra. La Reine de Chypre incita Richard Wagner, qui assista à la première, à en faire un long panégyrique dans l'Abend-Zeitung de Dresde, dont il était correspondant. Cependant, l'œuvre fut rarement reprise depuis le XIXe siècle. 

Le livret ou une version de ce dernier inspira plusieurs autres compositeurs en trois ans : Franz Lachner (1841), Michael William Balfe (1844) et Gaetano Donizetti (1843), dont Caterina Cornaro repose sur une traduction italienne. Giovanni Pacini en écrivit une également en 1846 (La regina di Cipro) sur un livret de Francesco Guidi, créée au Théâtre Régio de Turin). Wagner en résuma bien le contexte historique dans sa critique :

« Dans la dernière moitié du XVe siècle, ayant des vues sur l'île de Chypre, dirigée alors par la maison de Lusignan, Venise prit hypocritement le parti d'un prince de cette maison, qui contestait le droit de ce dernier au trône, [...] aida ce prince à obtenir la couronne et chercha à lui imposer son influence pernicieuse en lui donnant pour femme Catherine Cornaro, fille [sic] du sénateur Andreas Cornaro. Le roi mourut peu après et, comme on le suppose généralement, d'un poison vénitien [...] Les conspirations culminèrent pour priver la veuve royale de la régence ; mais son refus obstiné de renoncer aux rênes du gouvernement et sa vive résistance réduisirent cette fois-là les plans de Venise à néant. »

## Rôles
| Rôle | Voix      | Distribution à la première, le 22 décembre 1841, (chef d'orchestre : François-Antoine Habeneck) |
| --- | --------- | ----------------------------------------------------------------------------------------------- |
| Jacques de Lusignan, roi de Chypre | baryton   | Paul Barroilhet                                                                                 |
| Andrea Cornaro, patricien de Venise | basse     | Bouché                                                                                          |
| Catarina Cornaro, sa nièce | contralto | Rosine Stoltz                                                                                   |
| Gérard de Coucy, chevalier français | ténor     | Gilbert Duprez                                                                                  |
| Mocénigo, sénateur, membre du Conseil des Dix | baryton   | Eugène Massol                                                                                   |
| Strozzi, chef de bravi (it) | ténor     | Wartel                                                                                          |
| Hérault d'armes | basse     | Prévost                                                                                         |
| Dames et seigneurs vénitiens et cypriotes, l'archevêque de Chypre, clergé de la cathédrale, gardes, cour du roi de Chypre, peuple cypriote, courtisanes, Bravi |           |                                                                                                 |
| |           |                                                                                                 |

## Argument

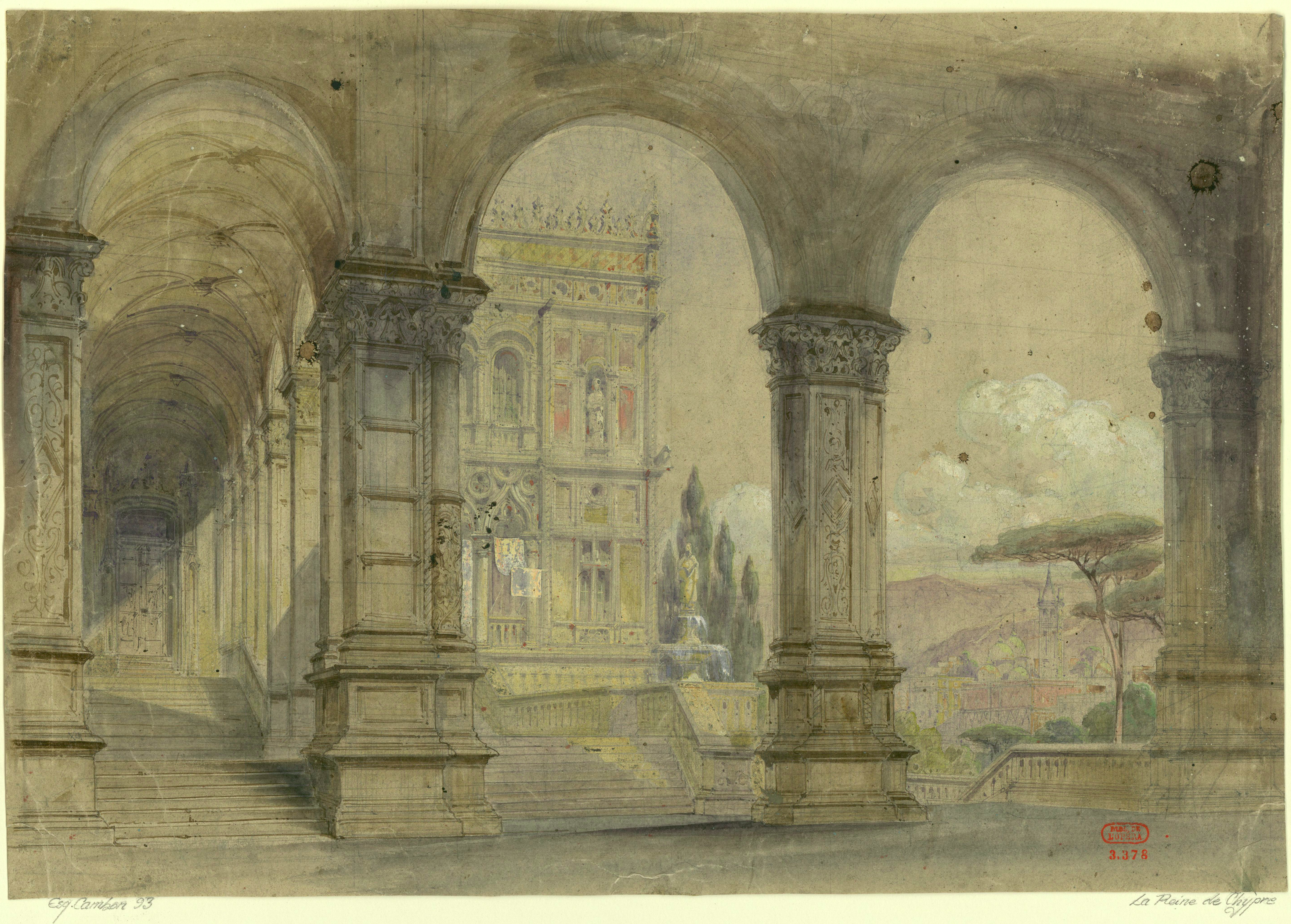
Décor de Charles-Antoine Cambon pour l'acte I

La scène se passe en 1441. Les deux premiers actes ont lieu à Venise ; et les trois derniers, à Chypre.

### Acte I
Dans le palais Cornaro à Venise, Andrea est sur le point de marier sa fille Catarina à Gérard. Mocenigo annonce toutefois que le Conseil des Dix a décidé de lui faire épouser le roi de Chypre et que, s'il ne le fait pas, Andrea risque l'exécution. Ce dernier a une heure pour se décider. Il revient sur la promesse faite à Gérard, au grand scandale de toutes les personnes présentes.

### Acte II
La chambre de Catarina dans le palais Cornaro
Andrea demande à Catarina de lui pardonner. Aussitôt Andréa parti, Mocenigo entre par un passage secret avec une bande d'assassins et insiste pour que Catarina dise à Gérard qu'elle ne l'aime plus quand elle le verra si elle ne veut pas que ses comparses s'en débarrassent. Ils se retirent dans le passage lorsque Gérard fait son entrée, et ce dernier est fort étonné de se voir éconduire par Catarina. Après le départ de Gérard, Mocenigo réapparaît et s'empare de Catarina pour la mener à Chypre.

### Acte III
Un banquet à Chypre, avant l'arrivée de Catarina
Mocenigo est informé que Gérard se cache peut-être dans les environs. Il lance ses spadassins à la recherche de Gérard, qui est sauvé par l'intervention d'un étranger, qui est en fait le roi de Chypre, déguisé. Ils se racontent leur histoire l'un l'autre — sans vraiment révéler leur identité comme c'est la coutume dans un tel mélodrame —et se jurent une fraternité éternelle. Les canons annoncent l'arrivée de Catarina.

Décor de Charles-Antoine Cambon pour le tableau 2 de l'acte 5

### Acte IV
Aux noces de Catarina, Gérard cherche à se venger en tuant son mari, mais reconnaît son sauveur au dernier moment. Le roi, tout aussi étonné, empêche la foule de le tuer et le fait emprisonner.

### Acte V
Deux ans plus tard, le roi se meurt et révèle qu'il sait que Catarina aime Gérard, qu'il a épargné de l'exécution. Il espère qu'elle pourra être heureuse avec lui. Gérard paraît en chevalier de Malte et annonce que le roi meurt en fait d'un poison vénitien et espère qu'il est encore possible de le sauver. Mocenigo entre pour leur dire qu'il est trop tard et que Catarina doit lui céder le pouvoir. Catarina et Gérard résistent toutefois avec succès à l'invasion vénitienne. Mocenigo est capturé. En expirant, le roi remet sa couronne à Catarina, à qui le peuple juge fidélité.  Gérard renonce à son amour.

## Critiques
Wagner fit l'éloge de la compétence du librettiste, même en faisant la part du manque de poésie du livret. Il jugea la musique « noble, émue et même nouvelle et exaltante », même s'il critiqua des défaillances d'Halévy qui aboutirent à une orchestration simple. Il estima que l'œuvre n'atteignait pas la qualité de La Juive d'Halévy, mais écrivit que « l'Opéra peut se féliciter de la naissance de cette œuvre, car celle-ci est assurément la meilleure qui a été produite sur ses planches depuis Les Huguenots de Meyerbeer. (Wagner radia cet hommage rendu à Meyerbeer lorsqu'il fit réimprimer plus tard cette critique dans le cadre de sa vengeance contre ce compositeur.)
Par contre, George Sand, qui se trouvait aussi à la première, écrivit à Eugène Delacroix : « Vous avez bien fait, cher ami, de ne pas venir à l'Opéra. C'était ennuyeux à crever malgré la beauté et la pompe du spectacle. J'espère que vos truffes vous auront donné de meilleures inspirations que La Reine de Chypre n'en a donné à Mr. Halévy. »

## Enregistrement
En 2018, le Palazzetto Bru Zane publie le premier enregistrement de l'ouvrage, édité par Volker Tosta, dans sa collection de livre-disques, avec Véronique Gens dans le rôle-titre. Malheureusement, l'enregistrement omet le chœur  des gondoliers au début du deuxième acte, qui obtint pourtant beaucoup de succès lors de la création, ainsi que les ballets. Parallèlement l'institution met à disposition de nombreux documents en ligne au sujet de cette oeuvre (notice, livret, iconographie, articles de presse, etc.).